# Incidente de Asama-Sansou
O incidente de Asama-Sansō  (あさま山荘事件, Asama sansō jiken)  foi uma crise de reféns e um cerco policial em uma pousada na montanha perto de Karuizawa na prefeitura de Nagano, Japão, que durou de 19 a 28 de fevereiro de 1972. A operação de resgate da polícia no último dia do impasse foi a primeira maratona midiática transmitida ao vivo pela televisão japonesa, com duração de 10 horas e 40 minutos.
O incidente começou quando cinco membros armados do Rengou Sekigun (連合赤軍 Exército Vermelho Unido), após um expurgo sangrento que deixou quatorze membros do grupo mais um espectador morto, invadiram uma pousada de férias abaixo do Monte Asama, tomando a esposa do caseiro como refém. Ocorreu um impasse entre a polícia japonesa e os radicais do Rengou Sekigun, que durou dez dias. A pousada era uma fortaleza natural, construída em concreto espesso sobre uma encosta íngreme com apenas uma entrada, o que dificultou os avanços da polícia.
Em 28 de fevereiro, a polícia invadiu a pousada. Dois policiais foram mortos em combate, a refém foi resgatada e os radicais do Exército Vermelho Unido foram levados sob custódia. O incidente contribuiu para o declínio da popularidade dos movimentos de esquerda no Japão.

## Contexto

### Visão geral
Na década de 1960, movimentos estudantis de esquerda adentraram as universidades japonesas, como movimentos semelhantes fizeram no Ocidente. Na segunda metade da década, esses movimentos se tornaram muito faccionados, competitivos e violentos. Após uma série de incidentes em que grupos de estudantes de esquerda feriram ou mataram policiais e civis, a Agência Nacional de Polícia reprimiu esses grupos, invadindo seus esconderijos e prendendo dezenas em 1971 e 1972. Tentando se esconder da polícia, um grupo do núcleo de radicais do Exército Vermelho Unido retirou-se para um complexo na prefeitura de Gunma durante o inverno de 1972.

### Obtenção de armas e dinheiro
Os dois grupos que mais tarde formariam o Exército Vermelho Unido cometeram atos violentos de forma independente no início de 1971. A Frente Unida Anpo de Keihin (京浜安保共闘 Keihin Anpo Kyoutou), liderada por Hiroko Nagata e Hiroshi Sakaguchi, assaltou uma loja de armas em Mooka (Prefeitura de Tochigi) em 17 de fevereiro, adquirindo 9 espingardas, 1 rifle, 1 pistola de ar e 2300 cartuchos de munição. Em pânico com a resposta imediata da polícia, a maioria dos invasores escapou de carro, mas dois ficaram para trás; uma vez presos, eles identificaram os companheiros. Nagata, Sakaguchi e os demais entraram na lista de procurados.
Separadamente, a facção do Exército Vermelho Unido liderada por Tsuneo Mori que incluia Kunio Bandou (atualmente foragido), realizou uma série de roubos: 4 bancos, 3 correios e uma escola primária - no período de 22 de fevereiro a 23 de julho de 1971 (referido pela polícia como "Operação M"). Na época, as manifestações de estudantes de esquerda estavam perdendo força, mas, além de alguns jornalistas e especialistas em segurança, poucos tinham ouvido falar desses grupos antes.

### Esconderijos nas montanhas
A polícia lançou uma perseguição a nível nacional, efetivamente tornando impossível aos perpetradores se esconderem, mesmo em cidades distantes como Sapporo e Kyoto. Ambos os grupos decidiram convergir na área montanhosa da província de Gumma. O Grupo de Keihin estabeleceu agitpunkts (pontos de agitação; um nome agressivo para um esconderijo), coletivamente chamados de "base da montanha" (bases separadas nas encostas do Monte Haruna, Monte Kasho e Monte Myōgi ). Separadamente, a Facção do Exército Vermelho deixou as cidades e montou um agitpunkt na Prefeitura de Yamanashi (a Base de Niikura). Usando os fundos dos roubos, a RAF comprou armas do Grupo Keihin e, no início de dezembro de 1971, foram realizados os primeiros exercícios militares conjuntos entre os dois grupos (29 membros no total). No entanto, uma facção emergiu dentro do Grupo Keihin que resistiu à integração. Em 18 de dezembro, notícias de rádio anunciaram que Shibano Haruhiko, um membro do grupo Keihin que ainda estava na área de Tóquio, havia sido morto a tiros durante um ataque a uma delegacia de polícia em Itabashi. Em 20 de dezembro, a primeira conferência de liderança dos grupos combinados foi realizada na base Haruna do Grupo Keihin. Os líderes sabiam que a polícia tinha conhecimento de sua localização geral e seria difícil deixar as montanhas. Sem esperança de sair ou escapar, no final de 1971, os líderes das duas facções, Mori e Nagata, planejaram uma "guerra de extermínio" ( senmetsusen ) que exigia um processo de revisão ideológica de crítica e autocrítica de todos os membros. 

### Expurgo interno
Foi no complexo de Gunma, na segunda semana de fevereiro de 1972, que o presidente do Rengou Sekigun, Tsuneo Mori, e o vice-presidente Hiroko Nagata, iniciaram um violento expurgo do grupo. Nagata e Mori provocaram as mortes por espancamento de oito membros do Exército Vermelho Unido, bem como um não membro que por acaso estava presente. Seis outros membros foram amarrados a árvores até morrerem congelados. Em 16 de fevereiro, a polícia prendeu Mori, Nagata e seis outros membros do Exército Vermelho Unido que se encontravam no complexo ou em uma vila próxima. Cinco outros, armados com rifles e espingardas, conseguiram escapar, fugindo a pé pelas montanhas em direção à comunidade de Karuizawa, na vizinha Prefeitura de Nagano . Esses cinco fugitivos eram Kunio Bandou (25), um graduado da Universidade de Kyoto; Masakuni Yoshino (23), veterano da Universidade Nacional de Yokohama; Hiroshi Sakaguchi (25) desistente da Universidade Suisan de Tóquio; Jirou Katou (19), e seu irmão Saburou Katou (16).

## Incidente
Avistando os policiais perseguidores perto de Karuizawa em 19 de fevereiro, os cinco radicais se refugiaram em uma pousada de férias chamado Asama Sansou (あさま山荘 Retiro nas Montanhas Asama) de propriedade da Kawai Musical Instruments Manufacturing. Os radicais entraram na pousada e encontraram Yasuko Muta, a esposa de 31 anos do caseiro. Ela era a única pessoa no prédio, já que seu marido estava levando o cachorro para passear e os hóspedes da pousada haviam ido patinar no gelo. Os radicais tomaram Muta como refém sob a mira de uma arma e barricaram o prédio.
A estrutura da pousada, batizada com o nome do vizinho Monte Asama, fazia dela uma fortaleza: era uma construção de madeira e concreto de três andares construída na encosta da colina no topo de uma base exposta de concreto armado com aço. O andar de cima era ligeiramente maior do que os dois de baixo, dando ao pavilhão uma aparência de cogumelo. O prédio se erguia sobre as encostas íngremes e cobertas de neve abaixo e suas janelas tinham pesadas venezianas externas adequadas para o clima. A planta baixa em forma de labirinto do prédio e as escadas estreitas tornaram mais fácil para os defensores bloquearem a movimentação interna. Os radicais passariam a maior parte do tempo no andar superior, que continha uma cozinha, sala de jantar, quarto de dormir em tatame e uma vista privilegiada do vale e das colinas ao redor. Os radicais colocaram grandes peças de mobília e futons em volta das portas e janelas, fixando-os com arame.
Quando o marido de Muta voltou e viu as barricadas, percebeu o que havia acontecido e notificou rapidamente a polícia. A polícia imediatamente bloqueou as estradas e cercou o prédio para impedir qualquer fuga dos radicais. A polícia inicialmente decidiu esperar para ver se os extremistas se renderiam por conta própria. Após três dias sem oferta de rendição dos sequestradores, a polícia cortou a eletricidade da pousada e instalou alto-falantes com os quais os pais de vários radicais imploraram que se rendessem, sem sucesso. O filho de um dos pais participantes foi morto no incidente do expurgo, mas tanto a polícia quanto o familiar não sabiam disso porque a extensão total do expurgo ainda não havia sido conhecida.
Em 25 de fevereiro, as unidades da polícia começaram a se preparar para adentrar o prédio. Um guindaste equipado com uma bola de demolição e um compartimento de veículo blindado foram posicionados próximo ao prédio e os policiais se armaram com escadas, martelos pesados e motosserras. O marido de Muta implorou aos radicais por alto-falante para que libertassem sua esposa, mas foi ignorado. Em 27 de fevereiro, a polícia usou uma máquina de lançamento de bolas de beisebol para bombardear o prédio com pedras para privar os sequestradores do sono.
A polícia  posicionou-se para o ataque às 8h do dia 28 de fevereiro e deu um ultimato final uma hora depois, que passou despercebido pelos radicais. Às 10h, o guindaste começou a bater nas paredes da pousada com a bola de demolição. A polícia aproximou-se  cautelosamente do prédio e começou a romper as barricadas. Ao meio-dia, ocuparam os dois andares inferiores, isolando os radicais e a refém no último andar.
A polícia teve dificuldade em violar as defesas dos radicais no último andar e, horas depois, não havia feito muito progresso. Eles direcionaram mangueiras de água de alta pressão para o último andar, abrindo grandes buracos nas paredes do prédio e encharcando os radicais e Muta com água fria. Durante esse tempo, os radicais mantiveram disparos contínuos contra a polícia de assalto e atiraram bombas caseiras contra eles. Dois policiais, Shigemitsu Takami (42) e Hisataka Uchida (47), foram mortos a tiros e quinze outros policiais ficaram feridos. Um observador civil que invadiu a área sem permissão da polícia também foi baleado, supostamente pelos radicais, e mortalmente ferido.
Ao cair da noite, a polícia rompeu as barricadas do último andar e capturou um dos irmãos Katou. Os quatro radicais restantes se enterraram em uma pilha de futons e recusaram a rendição. Quando a polícia se aproximou deles, Bandou atirou em um dos policiais, Masahiro Endou, no olho. Endou perdeu o olho, mas sobreviveu. Eventualmente, às 18h15 , 280 horas após o início do incidente, os quatro radicais restantes foram presos e Muta foi resgatada. Muta estava com frio, mas ilesa, e disse à polícia que seus sequestradores não a maltrataram, embora a tenham amarrado a uma cama durante a maior parte do confronto. Naquela mesma noite, desapontado com o comportamento de seu filho, o pai de Bandou se enforcou em sua casa em Ootsu, uma cidade perto de Kyoto.

## Cobertura midiática
Às 9h40 da manhã do dia 28 de fevereiro, a emissora pública NHK começou ao vivo a cobertura contínua do cerco que durou até as 20h20  daquela noite. As avaliações para a cobertura da NHK foram em média 50,8% e atingiram 89,7% às 18h26. O tráfego de veículos estava visivelmente mais leve ao longo do dia em Tóquio. A cobertura da mídia mostrando policiais consumindo macarrão instantâneo o popularizou como alimento de emergência no Japão.

## Consequências
Os cinco radicais foram acusados em seis crimes: dois assassinatos, uma tentativa de homicídio, obstrução da polícia na execução de suas funções, violação da Lei de Controle de Espadas e Armas de Fogo e confinamento ilegal. Quatro foram condenados a longas penas de prisão e Sakaguchi foi condenado à morte. Em 24 de junho de 2013, o Supremo Tribunal do Japão rejeitou um recurso de Sakaguchi para um novo julgamento, deixando-o no corredor da morte à espera de execução.
Dos três irmãos Katou, o mais velho morreu durante o "processo de revisão" interno do grupo (expurgo), o segundo (com 19 anos quando preso) foi condenado a 13 anos de trabalhos forçados e o mais jovem (16 anos quando preso) foi enviado para um reformatório.
Em 8 de agosto de 1975, o governo japonês libertou Bandou e levou-o para asilo na Líbia em resposta às demandas de membros do Exército Vermelho japonês (日本赤軍 Nihon Sekigun) que invadiram as embaixadas dos EUA e da Suécia em Kuala Lumpur, Malásia, e fizeram 53 reféns. Posteriormente, acredita-se que Bandou ajudou no sequestro do voo 472 da Japan Airlines de Paris para Tóquio em 1977, forçando o jato a pousar em Dhaka . Ele continua foragido e, segundo consta, passou algum tempo entre 1997 e 2007 na Rússia, China, Filipinas e Japão.
Muta permaneceu na área de Karuizawa, trabalhando em outra pousada. Ela se recusou a comentar sobre o caso após prestar declarações à polícia e imprensa logo após o resgate.
O incidente, junto com o massacre do aeroporto de Lod que ocorreu  meses depois e uma sequência de sequestros, contribuiu para uma intensa condenação social de grupos estudantis de extrema esquerda. Após o incidente, a esquerda japonesa diminuiu muito em número e gozou de muito menos apoio popular. Um filme de 2007 de Kouji Wakamatsu sobre o incidente, intitulado United Red Army, ganhou o prêmio Japanese Eyes de melhor filme no Festival Internacional de Cinema de Tóquio em outubro de 2007.

### Wikipedia Japonesa
- 坂口 弘 Hiroshi Sakaguchi
- 永田 洋子 Hiroko Nagata
- 森 恒 夫 Tsuneo Mori
- 坂 東 國 男 Kunio Bandō
- PBM 作 戦 "Operação M" (junto com P/ Pegasus e B/ Bronco)
- 印 旛 沼 事件 Incidente em Inbanuma (tentativa de fuga pelos membros "A" e "B")
- 真 岡 銃 砲 店 襲 撃 事件 Roubo na loja de armas de Maoka
- 山岳 ベ ー ス 事件 Incidente na Base de Sangaku (expurgo interno)
- 総 括 (連 合 赤 軍) Revisão (Exército Vermelho Unido) - processo de crítica e autocrítica

## Livros
- Schreiber, Mark (1996). Shocking Crimes of Postwar Japan. [S.l.]: Tuttle Publishing. ISBN 4-900737-34-8

## Filmes
- Totsunyûseyo! Asama sansô jiken (The Choice of Hercules). no IMDb.  – Masato Harada (2002)
- Jitsuroku rengô sekigun: Asama sansô e no michi (United Red Army – The Path to Asama Mountain Lodge). no IMDb.  – Kōji Wakamatsu (2007)

## Web
- Japan Times (31 de outubro de 1997). «Death-row convict wins libel case». Japan Times. Consultado em 25 de abril de 2008
- Kyodo News (26 de maio de 1998). «Court dismisses death-row inmates' translation appeals». FindArticles. Consultado em 9 de julho de 2006
- Kyodo News (27 de fevereiro de 2003). «Wanted radical Kunio Bando was in Philippines in 2000: sources». BNet. Consultado em 25 de abril de 2008 [ligação inativa]
- Nakamura, Akemi (1 de fevereiro de 2008). «Film looks at '72 Asama ultraleftists». Japan Times. Consultado em 24 de dezembro de 2010
- Nakamura, Akemi (20 de março de 2008). «'We did not leave anything positive,' says ex-radical». Japan Times. Consultado em 25 de abril de 2008
- NHK. «Asama-Sanso Incident». 50 Years of NHK Television. NHK. Consultado em 9 de julho de 2006
- Pulvers, Roger (11 de fevereiro de 2007). «Mammon and myopia: Japan's governing '70s legacy». Japan Times. Consultado em 25 de abril de 2008
- Schilling, Mark (20 de março de 2008). «The final days of revolutionary struggle in Japan». Japan Times. Consultado em 25 de abril de 2008